# Andraševec
Andraševec is een plaats in de gemeente Oroslavje in de Kroatische provincie Krapina-Zagorje. De plaats telt 882 inwoners (2001).